# Відносини Вірменія — Європейський Союз
Вірменія та Європейський Союз підтримували позитивні відносини протягом багатьох років. Обидві сторони пов'язані між собою Угодою про всебічне та посилене партнерство (CEPA), яка була підписана у 2017 році. Колишній міністр закордонних справ Вірменії Едвард Налбандян висловив впевненість, що нова угода про партнерство «відкриє нову сторінку» у відносинах між ЄС та Вірменією. У той час, колишній Верховний представник Союзу із закордонних справ та політики безпеки Федеріка Могеріні у червні 2019 року дійшла висновку, що відносини Вірменія-ЄС перебувають на «відмінному» рівні.

## Відносини Вірменія-ЄС

Члени Східного партнерства

Угода про партнерство та співробітництво (Угода про партнерство та співробітництво) (підписана у 1996 р. Та діяла з 1999 р.) Служить правовою базою двосторонніх відносин між ЄС та Вірменією. З 2004 р. Вірменія та інші держави Південного Кавказу є частиною Європейської політики сусідства (ЄПС). План дій ЄПС для Вірменії був опублікований 2 березня 2005 р., «Висвітлюючи сфери, в яких двостороннє співробітництво можна посилити та здійснити». План встановлює «спільно визначені пріоритети у вибраних сферах на наступні п'ять років». У листопаді 2005 року в Єревані були відкриті офіційні консультації щодо Плану дій. Однак більшість науковців та коментаторів критикували ефективність ЄПС у сприянні цілям реформ, викладеним у Плані дій, особливо стосовно демократії, корупції та участі громадянського суспільства. Незважаючи на це, 12 січня 2002 року Європарламент зазначив, що Вірменія та Грузія можуть вступити до ЄС у майбутньому, оскільки обидві країни вважаються європейськими. Вірменія вступила у Східне партнерство ЄС у 2009 році. Крім того, Вірменія є членом Парламентської асамблеї Євронесту, Ради Європи, та бере участь у багатьох інших європейських програмах та договорах, таких як Європейська культурна конвенція, Європейський простір вищої освіти та Європейський суд з прав людини, зокрема. Вірменія та ЄС розпочали переговори про Угоду про асоціацію, яка включала глибоку та всеосяжну угоду про зону вільної торгівлі, щоб замінити стару Угоду про партнерство в липні 2010 р. У листопаді 2012 р. Комісар ЄС з питань розширення та європейської політики сусідства Штефан Фюле заявив, що переговори про АА можуть бути завершені до листопада 2013 р. Новий центр ЄС у Вірменії, який повинен стати комунікаційним центром Європейського Союзу, офіційно відкритий у центральній частині Єревана 31 січня 2013 року. Однак 3 вересня 2013 р. Вірменія оголосила про своє рішення приєднатися до Євразійського союзу. На думку політиків ЄС, членство Вірменії в Євразійському митному союзі було б несумісним з домовленостями, домовленими з ЄС. Президент Вірменії Серж Саргсян заявив на засіданні Парламентської асамблеї Ради Європи 2 жовтня 2013 р., Що Вірменія готова підписати АА під час Саміту Східного партнерства у листопаді 2013 р. У Вільнюсі, не маючи компоненту угоди про глибоку та всеосяжну зону вільної торгівлі, суперечить членству Вірменії в Євразійському митному союзі. Прес-секретар комісара ЄС Фюле відповів через кілька днів, сказавши: «Жоден документ Вірменія-ЄС не підготовлений до підписання на саміті у Вільнюсі» і «Ми намагаємось знайти шляхи подальшої співпраці з Вірменією на основі існуючих досягнень». За цим слідували інші представники ЄС, які повторили цю заяву. Зрештою жоден АА не був парафований на саміті. У грудні 2013 року посол Польщі в Вірменії заявив, що ЄС та Вірменія обговорюють менш поглиблену двосторонню угоду про свої відносини, і «не виключає можливості, що це може бути угода про асоціацію в іншій формі». У січні 2015 року комісар ЄС з питань європейської політики сусідства та розширення Йоганнес Хан заявив, що ЄС готовий підписати переглянуту Угоду без положень про вільну торгівлю. Переговори розпочались у грудні 2015 р.
Хоча торгівля Вірменії з державами ЄС набагато перевищує торгівлю з членами Євразійського союзу Росією, Білоруссю та Казахстаном разом, Вірменія залежить від Росії з точки зору безпеки. Союз Вірменії з Росією, і її членство в Організації Договору про колективну безпеку, розглядається Вірменія як противагу Азербайджан "S різкого підвищення військових витрат (Азербайджан купив танки, артилерійські установки і ракетні пускові установки вартості в мільярди доларів США з Росії в 2011 році, 2012 та 2013). Це розглядається Вірменією як загроза, враховуючи те, що перша Нагорно-Карабахська війна (збройний конфлікт, що відбувся з 1991 по травень 1994 р. Між Вірменією та Азербайджаном), залишається невирішеною. Росія (також) має військову присутність у Вірменії, Російська 102-а військова база — це діюча база, розташована в місті Гюмрі.24 лютого 2017 року Тігран Саргсян, голова Євразійської економічної комісії, заявив, що позиція Вірменії полягає у співпраці та роботі як з Європейським Союзом, так і з Євразійським Союзом. Саргсян додав, що, хоча Вірменія є частиною Євразійського союзу, переглянута Угода про асоціацію між Європейським Союзом між Вірменією та ЄС незабаром буде доопрацьована.
27 лютого 2017 року Європейський Союз та Вірменія уклали нову угоду про поглиблення своїх політичних та економічних зв'язків. Президент Вірменії Серж Саргсян перебував у Брюсселі та зустрівся з президентом Європейської ради Дональдом Туском та іншими високопосадовцями. Нова Угода про всебічне та розширене партнерство розширить і розширить сферу відносин між ЄС та Вірменією але не буде Угодою про асоціацію. Він був підписаний Вірменією та усіма країнами-членами ЄС 24 листопада 2017 р.

### 2017
3 квітня 2017 року прем'єр-міністр Вірменії Карен Карапетян заявив, що Вірменія має тенденцію стати мостом між Європейським Союзом, Євразійським Союзом та іншими економічними блоками. Він також зазначив, що членство Вірменії в Євразійському союзі не вплине на зростаючі відносини з ЄС.
Новий політичний союз у Вірменії, до складу якого входило кілька прозахідних партій, виступав проти подальшої інтеграції в Євразійський союз і зобов'язався домагатися угоди про вільну торгівлю з Європейським Союзом на парламентських виборах у Вірменії 2017 року. Після проведення виборів 2017 року речник Європейської служби зовнішніх дій Мая Кочіянчич заявила, що ЄС прагне до стабільного, демократичного та процвітаючого майбутнього Вірменії та що ЄС посилить політичний діалог та продовжить підтримку економічних та соціальних реформ у Вірменії. Тим часом президент Вірменії Серж Саргсян заявив, що Вірменія прагне побудувати міцніші зв'язки як з Росією, так і з ЄС під час передвиборчої промови.
12 квітня 2017 року міністр закордонних справ Вірменії Едуард Налбандян взяв участь у засіданні Групи Східного партнерства та Вишеградської групи у Варшаві, Польща. Міністр наголосив на важливості Східного партнерства та відносин Вірменії з ЄС. Він торкнувся важливості взаємозв'язку на європейському континенті, розпочавши переговори про лібералізацію візового режиму, привітав рішення про поширення Трансєвропейських транспортних мереж на країни Східного партнерства та прогрес Вірменії у приєднанні до Спільного європейського авіаційного простору. Він також подякував ЄС та Європейському інвестиційному банку за фінансування будівництва сучасних автомобільних доріг та пунктів пропуску через кордон із сусідньою Грузією. Міністр заявив, що Вірменія є країною, яка бажає об'єднати ЄС, країни Східного партнерства та членів Євразійського Союзу для сприяння економічному зростанню та розвитку.
У травні 2017 року делегація Комітету закордонних справ Європарламенту зустрілася з президентом Вірменії в Єревані. Президент із задоволенням заявив, що за останні роки Вірменія зафіксувала значний прогрес у відносинах з Європейським Союзом. Він також заявив, що країна готова розширити існуюче партнерство з ЄС у всіх можливих сферах. Тим часом спікер парламенту Вірменії заявив, що під час зустрічі ЄС залишається одним з основних партнерів Вірменії, а співпраця з ЄС базується на загальній системі цінностей.
У серпні 2017 р. Альянс «Вихід із ситуації» ; виникла у Вірменії як ліберальний політичний союз і заявила, що для Вірменії є серйозною помилкою приєднання до Євразійського союзу. Лідери партії заявили, що на порядку денному альянсу будуть обговорення питань виходу з Євразійського союзу. Альянс має проєвропейську орієнтацію і вважає, що Вірменія повинна була підписати Угоду про асоціацію з ЄС, а не приєднуватися до Євразійського Союзу.

### 2018
В результаті Вірменської оксамитової революції 2018 року, прем'єр-міністр Вірменії Серж Саргсян 23 квітня заявив, що піде у відставку, щоб підтримувати мир у Вірменії після щоденних протестів. ЄС схвалив мирний характер змін. Тоді як опозиційний лідер Нікол Пашинян виступав за нейтральну позицію Вірменії та позитивні відносини як з ЄС, так і з Росією. Далі Пашинян заявив, що, якщо він стане прем'єр-міністром, він поглибить відносини з ЄС і зробить все можливе, щоб громадянам Вірменії був наданий безвізовий доступ до Шенгенської зони. Однак Пашинян підтвердив, що не буде виводити членство Вірменії з Євразійського Союзу, незважаючи на попередні обговорення, що ставили під сумнів членство Вірменії.
Після парламентських виборів у Вірменії 2018 року Нікол Пашинян був призначений прем'єр-міністром Вірменії. Під час свого першого виступу на посаді прем'єр-міністра Пашинян заявив, що вірмени заслуговують на вільне подорож по Європі, що вже сподобалося іншим членам Східного партнерства Грузії, Молдові та Україні. Керівник закордонних справ ЄС Федеріка Могеріні привітала нового лідера.
Тим часом « Світла Вірменія» виникла як офіційна опозиційна партія, ставши третьою за величиною партією в Національних зборах. Едмон Марукян, лідер «Світлої Вірменії», заявив, що якщо Вірменія продовжить своє членство в Євразійському Союзі — навіть на шкоду національним інтересам, партія «Світла Вірменія» виступить опонентом і вимагатиме прийняття відповідних заходів щодо виведення Вірменії з Євразійського Союзу та негайно розпочати перші кроки переговорів про вступ до ЄС.

### 2019
У жовтні 2019 року віце-прем'єр-міністр Вірменії Тигран Авінян заявив, що Вірменія та ЄС мають абсолютно різний рівень відносин після вірменської революції 2018 року. Міністр підтвердив, що революція зміцнила зв'язки між Вірменією та ЄС, оскільки обидва вони мають однакові демократичні цінності. Далі міністр заявив, що «ця нова політична ситуація повністю відповідає поглядам ЄС». Авінян також чітко заявив, що в майбутньому Вірменія повинна буде вирішити, чи слід продовжувати претензію на членство в ЄС. Міністр порадив, що будь-яке рішення про приєднання Вірменії до Європейського Союзу повинно бути винесене до народу, і що майбутнє вступ Вірменії до ЄС відбудеться лише після повного виходу Вірменії з Євразійського Союзу.

## Діалог про лібералізацію візового режиму
З 2013 року громадяни Європейського Союзу користуються безвізом до Вірменії.
15 березня 2017 року колишній президент Вірменії Серж Саргсян заявив, що в даний час Вірменія бере участь у ряді угод та програм ЄС і що ЄС є важливим партнером. Він також повідомив, що Вірменія незабаром розпочне переговори з ЄС щодо встановлення безвізу для громадян Вірменії в Шенгенську зону ЄС. Тим часом глава делегації ЄС у Вірменії посол Петер Світалський заявив, що план дій щодо початку лібералізації візового режиму між Вірменією та ЄС буде в порядку денному наступного саміту Східного партнерства у 2017 році, а діалог щодо безвізових поїздок розпочати на початку 2018 року. Він наголосив на важливості кращого з'єднання Вірменії з ЄС. Посол також заявив, що громадяни Вірменії можуть отримати безвіз до ЄС до 2020 року
10 квітня 2018 року колишній заступник міністра закордонних справ Вірменії підтвердив, що ЄС незабаром надасть Вірменії програму дій для започаткування діалогу щодо лібералізації візового режиму. Далі міністр заявив, що Вірменія вже реалізує передумови для початку діалогу щодо лібералізації візового режиму.
1 травня 2018 року новопризначений прем'єр-міністр Вірменії Нікол Пашинян заявив, що найближчим часом громадяни Вірменії зможуть подорожувати в межах Шенгенської зони ЄС без віз. 
24 серпня 2018 року канцлер Німеччини Ангела Меркель під час зустрічі з прем'єр-міністром Вірменії Ніколом Пашиняном заявила, що «громадянам Грузії та України не потрібні візи для в'їзду в Європейський Союз, і ми зробимо все можливе для отримання візи лібералізація і з Вірменією».
18 січня 2019 року було розпочато попередній діалог щодо лібералізації візового режиму в рамках Угоди про всебічне та посилене партнерство Вірменія-ЄС.
У травні 2020 року Нікол Пашинян заявив, що з ЄС досягнуто домовленості про початок переговорів про лібералізацію візового режиму. Тим часом посол ЄС у Вірменії Андреа Вікторін підтвердила, що Угода про всебічне та посилене партнерство Вірменія-ЄС передбачає, що ЄС буде продовжувати сприяти мобільності громадян за допомогою угоди про спрощення візового режиму, і що вона очікує, що офіційні переговори розпочнуться у встановлений час.

## Спільний авіаційний простір Вірменія-ЄС
Вірменія є членом Євроконтролю, Європейської конференції цивільної авіації та партнером Європейського агентства з авіаційної безпеки. Після підписання нової угоди про партнерство Вірменія-ЄС у лютому 2017 року Вірменія розпочала переговори про приєднання до Єдиного європейського авіаційного простору. Під час першого раунду переговорів у квітні 2017 року глава департаменту цивільної авіації Вірменії заявив, що Вірменія надає великого значення приєднанню до спільного авіаційного простору, і це дозволить вірменським та європейським авіакомпаніям ще більше активізувати свою діяльність і дозволить літати більшій кількості європейських авіакомпаній до Вірменії. Представництво ЄС в Єревані заявило, що угода дасть можливість Вірменії мати міцніший зв'язок з Європою та зовнішнім світом, а також відкриє нові маршрути подорожі, одночасно зменшуючи витрати на проїзд пасажирів. Після завершення угоди авіакомпанії матимуть можливість без обмежень експлуатувати нові маршрути та користуватимуться рівними можливостями обслуговування ринку з населенням 500 мільйонів.

## Торгівля Вірменія-ЄС
Вірменія отримує вигоду від узагальненої схеми преференцій плюс (GSP +) торгова ініціатива. Це забезпечує вірменському експорту вигідний доступ на ринок ЄС, дозволяючи повністю зупинити мито приблизно на 66 % усіх тарифних позицій ЄС. Понад 96 % імпорту ЄС, що відповідає преференціям GSP + з Вірменії, увійшли до ЄС з нульовим митом у 2017 році. ЄС є найбільшим експортним ринком Вірменії, торгівля з ЄС становить близько 26,7 % загальної торгівлі Вірменії. Торгівля між ЄС та Вірменією зросла на 15 % у 2018 році, досягнувши загальної вартості 1,1 млрд. Євро.

## Допомога ЄС Вірменії
ЄС є найбільшим постачальником фінансової підтримки та ключовим партнером з питань реформ у Вірменії. Як частина Європейської політики сусідства, Вірменія отримує фінансову допомогу ЄС. Сума, виділена Вірменії, залежить від прихильності Вірменії до реформ. Певні цілі реформ ЄС повинні бути досягнуті до виплати грошей. Запланований обсяг допомоги ЄС Вірменії на період 2017—2020 років становить до 185 мільйонів євро.

## Громадська думка
Опитування громадської думки у Вірменії, проведене в грудні 2006 року, показало, що членство в ЄС буде вітатися, причому 64 % із вибірки з 2000 осіб висловились за, а лише 11,8 % — проти. Інше опитування, проведене в столиці Вірменії Єревані в жовтні 2006 р., Показало, що «близько 72 % жителів міста з різною мірою переконання вважають, що майбутнє їхньої країни лежить в ЄС, а не в країнах Співдружності Незалежних Держав (СНД).).» Тим не менше, понад дві третини населення країни вірили, що Вірменія не буде готова приєднатися до ЄС принаймні до 2019 року
Опитування громадської думки 2007 року показало збільшення інтересу Вірменії до ЄС, причому 80 % вірменської громадськості висловилося за можливе членство.
Згідно з опитуванням громадської думки 2012 року, 54 % (26 % рішучої підтримки + 28 % швидше підтримки) вірмен підтримували членство Вірменії в ЄС.
Рішення Вірменії про приєднання до Євразійського союзу 3 вересня 2013 року викликало в Єревані серію протестів проти цієї акції, оскільки багато хто побоювався, що Росія намагається перешкодити Вірменії будувати більш глибокі відносини з ЄС так само, як вони намагалися це зробити в Україні що призвело до демонстрацій на Євромайдані. Директор Фонду партнерства Євразії Геворг Тер-Габріелян заявив, що «нам потрібно боротися проти втручання Росії», проте він також визнав, що «[вірменська] громадськість в основному підтримує приєднання до Росії. Плюс їм не подобається ЄС, який, на їхню думку, є джерелом збочених цінностей „, — додав він.“ Вони люблять Росію, принаймні настільки, наскільки монстр, якого ти знаєш, кращий за те, що ти не любиш».
Згідно з опитуванням громадської думки Gallup, проведеним у Вірменії у 2017 році, підтримка ЄС суттєво зросла — 27,2 % опитаних висловилися за інтеграцію ЄС в інші шляхи розвитку.
Згідно з опитуванням 2018 року, проведеного проєктом Східних країн ЄС:
- Проєвропейські настрої зростають у Вірменії; 48 % вірмен мають позитивний імідж ЄС, як і в 2017 році. Кількість осіб, які негативно ставляться до ЄС, становить лише 8 %.
- 80 % вірмен (що на 4 % більше у порівнянні з 2017 роком) вважають відносини з Європейським Союзом хорошими — значно випереджаючи середній показник по регіону (63 %).
- 70 % людей у Вірменії довіряють ЄС (зростання на 5 % порівняно з 2017 роком), тоді як довіра до Євразійського економічного союзу (48 %) знизилася.
- 69 % вірмен (що на 4 % більше в порівнянні з 2017 роком) знають про фінансову підтримку ЄС країні, а дві третини вважають, що підтримка ЄС є ефективною (66 % — порівняно з 62 % у 2016 році та середнім показником у регіоні 48 % у країнах Східного сусідства).

Згідно з опитуванням 2020 року, проведеного проєктом Східних країн ЄС:
- 86 % вірмен (що на 10 % більше порівняно з 2016 роком) вважають відносини з Європейським Союзом хорошими — значно випереджаючи середній показник по регіонах Східного партнерства (70 %).
- 60 % людей у Вірменії довіряють ЄС порівняно з 51 % довіряють Євразійському економічному союзу.
- 65 % вірмен знають про фінансову підтримку ЄС країні, а 80 % тих, хто знає про підтримку, відчувають, що вона є ефективною.

### Індивідуальні думки
Існує великий інтерес до того, що Вірменія врешті-решт приєдналася до Європейського Союзу, особливо серед видатних вірменських політиків та широкої громадськості Вірменії. Однак колишній президент Роберт Кочарян заявив, що поки що залишатиме Вірменію прив'язаною до Росії та ОДКБ, залишаючись партнерами, а не членами ЄС та НАТО. Колишній президент Серж Саргсян дотримувався подібної позиції щодо цього питання.
На думку глави партії «Верховенство права», колишнього спікера Національних зборів Артура Багдасаряна, членство Вірменії в Європейському Союзі «повинно бути одним із ключових пріоритетів» сучасної та майбутньої зовнішньої політики країни. Багдасарян вважає, що «членство в ЄС відкриє для Вірменії нові шляхи переходу до нового геополітичного середовища, а також до нового економічного середовища». Він також додав, що це «дозволить Вірменії отримати доступ до абсолютно нової системи безпеки».
Колишній міністр закордонних справ Вірменії Вардан Осканян в 2005 році повторив, що «Вірменія — це Європа. Це факт, це не відповідь на запитання».. Торбен Хольце, глава представництва Європейської Комісії у Вірменії та Грузії, посол Європейського Союзу з резиденцією в Тбілісі, нещодавно заявив: «В принципі, Вірменія є європейською державою і, як і інші європейські держави, має право бути членом ЄС за умови, що це відповідає необхідним стандартам та критеріям». 12 січня 2002 року Європарламент зазначив, що Вірменія та Грузія можуть вступити до ЄС у майбутньому.
Ованес Ованесян заявив, що у Вірменії існує досить сильна думка, що майбутнє країни лежить за Європою. «Про Азію не йдеться», — сказав він, додавши, що вірменське суспільство вважає себе європейцем і відзначає своє європейське походження та цінності. Він також сказав, що Вірменія поділяє значну історію з Європою, оскільки вірменська походить з тієї самої мовної сім'ї, що і багато європейських мов.
Мікаел Мінасян, посол Вірменії при Святому Престолі та Мальті, заявив, що «Вірменію та Європу, в першу чергу, об'єднують наші спільні цінності. Вірменія, Арцах та вірменський народ у всьому світі були і є невід'ємною частиною європейської цивілізації та східним кордоном християнського світу».
У березні 2019 року віце-спікер парламенту Вірменії Ален Симонян заявив: «Протягом останніх 28 років після проголошення незалежности. Вірменія дотримувалась загальноєвропейських цінностей і продовжує будувати співпрацю в європейському напрямку», під час церемонії, присвячуючи секцію Північного проспекту як «Площа Європи».
У липні 2019 року президент Вірменії Армен Саркісян заявив, що "Вірменія — це не тільки країна, яка підписала угоду з Європейським Союзом, але й країна, яка є і завжди була глибоко європейською з точки зору культури. Тому наближення до ЄС для нас є цілком природним. Вірменія — колиска європейських цінностей, від нашої релігії та культури до літератури та музики ", — під час зустрічі з президентом Європейської Ради Дональдом Туском в Єревані. Натомість Дональд Туск заявив, що «Вірменія є невід'ємною частиною європейської сім'ї та культури. Місце справжніх людей, які шанують свободу. Севанаванк — це пам'ятник, який свідчить про тисячолітній відбиток Вірменії на європейській культурі».
У листопаді 2019 року під час зустрічі Східного партнерства міністр закордонних справ Вірменії Зохраб Мнацаканян заявив, що «Східне партнерство — це не сусідство, це східний фланг Європи. У цьому значення Східного партнерства. Це не на схід Європи, це на схід Європейського Союзу, але Європейський Союз — це не вся Європа. Важливим викликом є поширення почуття східного флангу Європи далі до інших частин Європи». Міністр заявив, що Вірменія поділяє європейські цінності демократії, прав людини та підзвітності громадянам. Мнацаканян також повідомив, що недавнє опитування показало, що 92 % вірменської громадськості вважають відносини з ЄС дуже хорошими. Міністр підтримав уявлення про те, що Європа є домом Вірменії.
Під час прес-конференції Тігран Хзмалян, голова Європейської партії Вірменії, заявив, що «ми переконані, що Вірменія є європейською державою, що ми є не тільки європейською, але і ключовою культурою для Європи». Хзмалян також заявив, що Євразійський союз є корумпованою, ворожою і колоніальною системою і що Європейська партія Вірменії буде протистояти теперішньому членству Вірменії, підтримуючи розвиток Вірменії як європейської держави в рамках європейської сім'ї держав.

## Проєвропейські організації
Європейська вірменська федерація справедливості та демократії (EAFJD) — це низова парасолькова організація, що базується в Бельгії, яка представляє значну частину вірменської діаспори в Європі. Організація була заснована в 2002 році і активно працює над зміцненням зв'язків та поглибленням співпраці між Вірменією та 27 державами-членами ЄС.
Європейські друзі Вірменії (EuFoA) — міжнародна неурядова організація, створена у 2009 році, метою якої є сприяння співпраці між Європейським Союзом та Вірменією. Організація базується в Бельгії та координує діяльність між Європейським парламентом, громадянськими суспільствами, асоціаціями та неурядовими організаціями, а також вірменською діаспорою та політичними організаціями по всій Європі.

## Проєвропейські політичні партії
У Вірменії є кілька політичних партій, які виступають за тісніші стосунки з ЄС або підтримують членство Вірменії в ЄС. До них належать:
- «Світла Вірменія», яка на сьогодні є третьою за величиною партією в Національних зборах Вірменії. Партія виступає за збільшення відносин з ЄС до рівня стратегічного партнерства та перегляд переговорів про глибоку та всеохоплюючу зону вільної торгівлі з ЄС.[71]
- Європейська партія Вірменії, партія є рішуче антиросійською і закликає до негайного виходу Вірменії з Євразійського союзу. Маніфест партії підтримує Вірменію подати заявку на членство як в Європейському Союзі, так і в НАТО.[70]
- Вільні демократи (Вірменія), партія вважає, що Вірменія повинна вийти зі складу Євразійського Союзу.[72]
- Партія Ганрапетутюн, проєвропейська партія, яка утворила політичний союз із Вільними Демократами, назвала We Alliance.
- Спадщина (Вірменія), партія виступає за інтеграцію Вірменії до Європейського Союзу та остаточне вступ.[73]
- Орінац Єркір, партія підтверджує, що можливе членство Вірменії в ЄС має бути одним із ключових пріоритетів сьогоднішнього та майбутнього політичного порядку денного Вірменії.[74]
- Народна партія Вірменії, партія виступає за глибшу європейську інтеграцію.[75]
- Спілка національного самовизначення, партія вважає, що в кінцевому підсумку вступ до ЄС призведе до мирного врегулювання нагорно-карабахського конфлікту.[76]
- Панарменська партія Сасна Црер, сильно антиросійська партія, яка закликає до виходу Вірменії з Євразійського союзу та Організації Договору про колективну безпеку.[77]

На противагу цьому, Процвітаюча Вірменія є головною євроскептичною партією у Вірменії. Партія виступає за підтримку міцних відносин з Росією і в даний час є другою за величиною партією в Національних зборах.

## Перспектива членства в ЄС
Як і Кіпр, Вірменія розглядається багатьма як культурно пов'язана з Європою через її зв'язки з європейським суспільством, через діаспору, індоєвропейську мову та релігійний критерій християнства. 12 січня 2002 року Європарламент зазначив, що Вірменія може вступити до ЄС у майбутньому.
У грудні 2019 року, після восьмої Парламентської асамблеї Євронесту, усі члени ухвалили резолюцію, яка окреслює різні цілі інтеграції до ЄС, які мають бути досягнуті до 2030 року. Резолюція підтверджує, що процес розширення ЄС відкритий для держав-членів Східного партнерства і що майбутнє розширення ЄС буде взаємовигідним як для ЄС, так і для членів Східного партнерства. У резолюції вітається прогрес, досягнутий у Вірменії після оксамитової революції 2018 року. У резолюції також зазначено, що «Вірменія — єдина країна в Європі, яка перейшла від гібридного режиму в 2017 році до демократії в 2018 році», і що ратифікація нової Угоди про всеосяжне та посилене партнерство (СЕПА) парламентом Вірменії відбулася у квітні. 2018 рік вважається свідченням стратегічно посиленого партнерства між Вірменією та ЄС.

## Подальше читання
- Фішер, Сабіне: «Європейська політика щодо Південного Кавказу після кризису в Грузії» у Кавказькому аналітичному дайджесті № 1 [Архівовано 26 жовтня 2020 у Wayback Machine.]
- Тер-Габріелян, Геворг: «Форум громадянського суспільства Східного партнерства: погляд учасника з Вірменії» в Кавказькому аналітичному дайджесті № 35-36 [Архівовано 21 жовтня 2020 у Wayback Machine.]